# Панов, Аркадий Николаевич
Аркадий Николаевич Панов (укр. Аркадій Миколайович Панов; 23 сентября 1940, Чугуев, Харьковская область — 8 сентября 2015) — советский футболист, защитник. Позже — тренер. Мастер спорта СССР.

## Биография
Родился 23 сентября 1940 года в городе Чугуев, Харьковской области в семье военнослужащего. В 1952 году его семья переехала в областной центр — Харьков. Учился в 72-й средней школе. Занимался гимнастикой, боксом, хоккеем и футболом на стадионе ХТЗ. Его первый тренер по футболу — Александр Москалёв.
После окончания школы в 1958 году Дмитрий Васильев возглавлявший харьковское «Торпедо» пригласил Панова в команду. «Торпедо» тогда выступало в чемпионате среди коллективов физкультуры. Спустя год, Аркадий побывал в зарубежном турне в Марокко и на Всемирном фестивале молодёжи и студентов в Вене. В 1960 году команда стала выступать в Первой лиге СССР. Панов сразу завоевал место в основном составе клуба аутсайдера Первой лиги. Играя за «Торпедо» Панов называл своими учителями на футбольном поле Евгения Догадина и Михаила Садыка. За «Торпедо» играл на протяжении двух с половиной лет и провёл более восьмидесяти матчей. В марте 1962 года принял участие в первой зимней Спартакиаде народов СССР в составе сборной Украинской ССР по хоккею с шайбой.
В июне 1962 года главный тренер харьковского «Авангарда» Виктор Жилин, пригласил Панов в команду Высшей лиги СССР. Сезон 1963 года завершился для «Авангарда» вылетом из высшего дивизиона. Всего за клуб играл на протяжении двух с половиной сезонов и провёл за него более пятидесяти матчей.
В ноябре 1964 года он был призван в армию. Вначале проходил службу в армейской команде Киева. Затем на протяжении двух сезонов выступал в чемпионате СССР за одесский СКА, который два сезона к ряду занимал последнюю строчку в турнире. За одесситов провёл более шестидесяти игр, а в 1965 году вошёл в список 33 лучших футболистов Украины. В январе 1967 года продолжил службу играя за московский ЦСКА. Вместе с командой дошёл до финала Кубка СССР, где армейцы уступили другой столичной команде «Динамо» (0:3). За это достижение он получил звание Мастера спорта СССР. В чемпионате Панов сыграл во всех матчах турнира. Принял участие в турне ЦСКА по Японии. После завершения сезона, главный тренер ЦСКА Всеволод Бобров предлагал Аркадию Панову остаться в команде с присвоением лейтенантского звания и обещанием выделения квартиры в центре столицы. В итоге он отказался и вернулся в Харьков, где играл за «Металлист». Несмотря на то, что у него были предложения от московского «Торпедо» и в одесского «Черноморца». На сборах в начале 1968 года в Кудепсте он получил травму — разрыв связок из-за которой пропустил большую часть сезона. Всего в составе «Металлиста» отыграл ещё три сезона в Первой лиги, сыграв в более чем пятидесяти матчах. Завершил карьеру игрока в 1970 году, однако выступал в чемпионате области за «Украинку» и «Маяк».
По окончании карьеры футболиста перешёл на тренерскую работу. В 1973 году ему предложили тренерскую должность в харьковском «Маяке», однако он стал детским тренером в ДЮСШ-7. В 1984 году был тренером в команде «Авангард» из города Дергачи. С 1985 года по 1987 год являлся наставником харьковского «Маяка», который готовил футболистов для «Металлиста». Клуб являлась аутсайдером Второй лиги СССР. Из «Маяка» в «Металлист» взяли Виктора Ващенко и Вели Касумова. Затем, Панов вернулся в детским футбол, работая в ДЮСШ-7, а после и в «Металлисте», где проработал до 2008 года. Среди его воспитанников Владимир Бессонов, Виктор Сусло, Максим Калиниченко, Иван Гурко, Денис Сидоренко, Игорь Быканов, Сергей Барилко, Игорь Бахметьев.
Скончался 8 сентября 2015 года. Матч 7-го тура чемпионата Украины 2015/16 между харьковским «Металлистом» и донецким «Шахтёром» начался с минуты молчания в память о погибшем Панове. В Харькове проводится турнир памяти Аркадия Панова.

## Достижения
ЦСКА (Москва)
- Финалист Кубка СССР: 1967

## Статистика
| Сезон | Клуб               | Лига        | Чемпионат | Чемпионат | Кубок | Кубок |
| Сезон | Клуб               | Лига        | Игры      | Голы      | Игры  | Голы  |
| ----- | ------------------ | ----------- | --------- | --------- | ----- | ----- |
| 1960  | Торпедо (Харьков)  | Первая лига | 34        | 0         |       |       |
| 1961  | Торпедо (Харьков)  | Первая лига | 36        | 0         | 2     | 0     |
| 1962  | Торпедо (Харьков)  | Первая лига | 17        | 2         | 1     | 0     |
| 1962  | Авангард (Харьков) | Высшая лига | 1         | 0         |       |       |
| 1963  | Авангард (Харьков) | Высшая лига | 28        | 0         | 1     | 0     |
| 1964  | Авангард (Харьков) | Первая лига | 30        | 1         |       |       |
| 1965  | СКА Одесса         | Высшая лига | 28        | 1         |       |       |
| 1966  | СКА Одесса         | Высшая лига | 34        | 1         | 1     | 0     |
| 1967  | ЦСКА (Москва)      | Высшая лига | 36        | 2         | 6     | 0     |
| 1968  | Металлист          | Первая лига | 8         | 0         |       |       |
| 1969  | Металлист          | Первая лига | 30        | 5         | 1     | 0     |
| 1970  | Металлист          | Первая лига | 16        | 2         | 3     | 0     |